# Élections législatives danoises de 1987
Des élections législatives ont lieu au Danemark le 8 septembre 1987 pour élire les 179 députés du Folketing. Bien que les Social-démocratie soient arrivés, avec 54 députés devant les autres partis, la coalition menée par le parti populaire conservateur a continué à gouverner le Danemark.

## Système électoral
Les 179 députés du Folketing sont élus au suffrage universel direct pour un mandat de quatre ans via un système électoral mixte associant un scrutin proportionnel plurinominal dans le cadre de circonscriptions associé à une répartition par compensation.
Les 179 députés sont répartis comme suit, :
- 175 pour le Danemark propre ;
- 2 pour les Îles Féroé ;
- 2 pour le Groenland.

## Résultats
| Parti                          | Parti                                              | Leader                         | Voix    | %     | Députés | +/- |
| ------------------------------ | -------------------------------------------------- | ------------------------------ | ------- | ----- | ------- | --- |
| Danemark propre                |                                                    |                                |         |       |         |     |
|                                | Social-démocratie                                  | Anker Jørgensen                | 985 906 | 29,3  | 54      | -2  |
|                                | Parti populaire conservateur                       | Poul Schlüter                  | 700 886 | 20,8  | 38      | -4  |
|                                | Parti populaire socialiste                         | Gert Petersen                  | 490176  | 14,6  | 27      | +6  |
|                                | Venstre                                            | Uffe Ellemann-Jensen           | 354 291 | 10,5  | 19      | -3  |
|                                | Parti social-libéral                               | Niels Helveg Petersen          | 209 086 | 6,2   | 11      | +1  |
|                                | Démocrates du centre                               | Erhard Jakobsen                | 161 070 | 4,8   | 9       | +1  |
|                                | Parti du progrès                                   | Pia Kjærsgaard                 | 160 461 | 4,8   | 9       | +3  |
|                                | Chrétiens démocrates                               | Christian Christensen          | 79 664  | 2,4   | 4       | -1  |
|                                | Cours commun                                       | Preben Møller Hansen           | 72 631  | 2,2   | 4       | +4  |
|                                | Socialistes de gauche                              | Direction collective           | 46 141  | 1,4   | 0       | -5  |
|                                | Les Verts                                          | pas de leader                  | 45076   | 1,3   | 0       | -   |
|                                | Parti communiste du Danemark                       | Ole Sohn                       | 28974   | 0,9   | 0       | -   |
|                                | Parti de la justice                                | Direction collégiale           | 16359   | 0,5   | 0       | -   |
|                                | Parti humaniste                                    |                                | 5676    | 0,2   | 0       | -   |
|                                | Parti socialiste des travailleurs                  | Direction collégiale           | 1808    | 0,0   | 0       | -   |
|                                | Parti communiste du Danemark/ Marxistes–léninistes | Klaus Riis et Jørgen Petersen  | 987     | 0,0   | 0       | -   |
| Total (Participation : 85,7 %) | Total (Participation : 85,7 %)                     |                                |         | 100,0 | 175     |     |
| Groenland                      |                                                    |                                |         |       |         |     |
|                                | Siumut                                             | Jonathan Motzfeldt             | 6 944   | 43,3  | 1       | =   |
|                                | Atassut                                            | Otto Steenholdt                | 6 627   | 41,3  | 1       | =   |
|                                | Inuit Ataqatigiit (IA)                             | Josef Motzfeldt                | 2 001   | 12,5  | 0       | =   |
|                                | Parti polaire                                      | Nicolai Heinrich               | 474     | 3,0   | 0       | n/a |
| TOTAL (participation : 44,9 %) | TOTAL (participation : 44,9 %)                     | TOTAL (participation : 44,9 %) | 16 980  | 100   | 2       |     |
| Îles Féroé                     |                                                    |                                |         |       |         |     |
|                                | Parti du peuple                                    | Jógvan Sundstein               | 6 411   | 28,8  | 1       | =   |
|                                | Parti social-démocrate (JF)                        | Atli P. Dam                    | 5 486   | 24,7  | 1       | +1  |
|                                | Parti de l'union                                   | Pauli Ellefsen                 | 5 345   | 15,6  | 0       | -1  |
|                                | Parti républicain (Tjóðveldi)                      |                                | 3 478   | 15,6  | 0       | =   |
|                                | Parti de l’auto-gouvernement                       | Hilmar Kass                    | 1 070   | 4,8   | 0       | =   |
|                                | Progrès                                            |                                | 438     | 2,0   | 0       | n/a |
| TOTAL (participation : 68,9 %) | TOTAL (participation : 68,9 %)                     | TOTAL (participation : 68,9 %) | 22 385  | 100   | 2       |     |